# Escola Superior de Conservació i Restauració de Béns Culturals de Catalunya

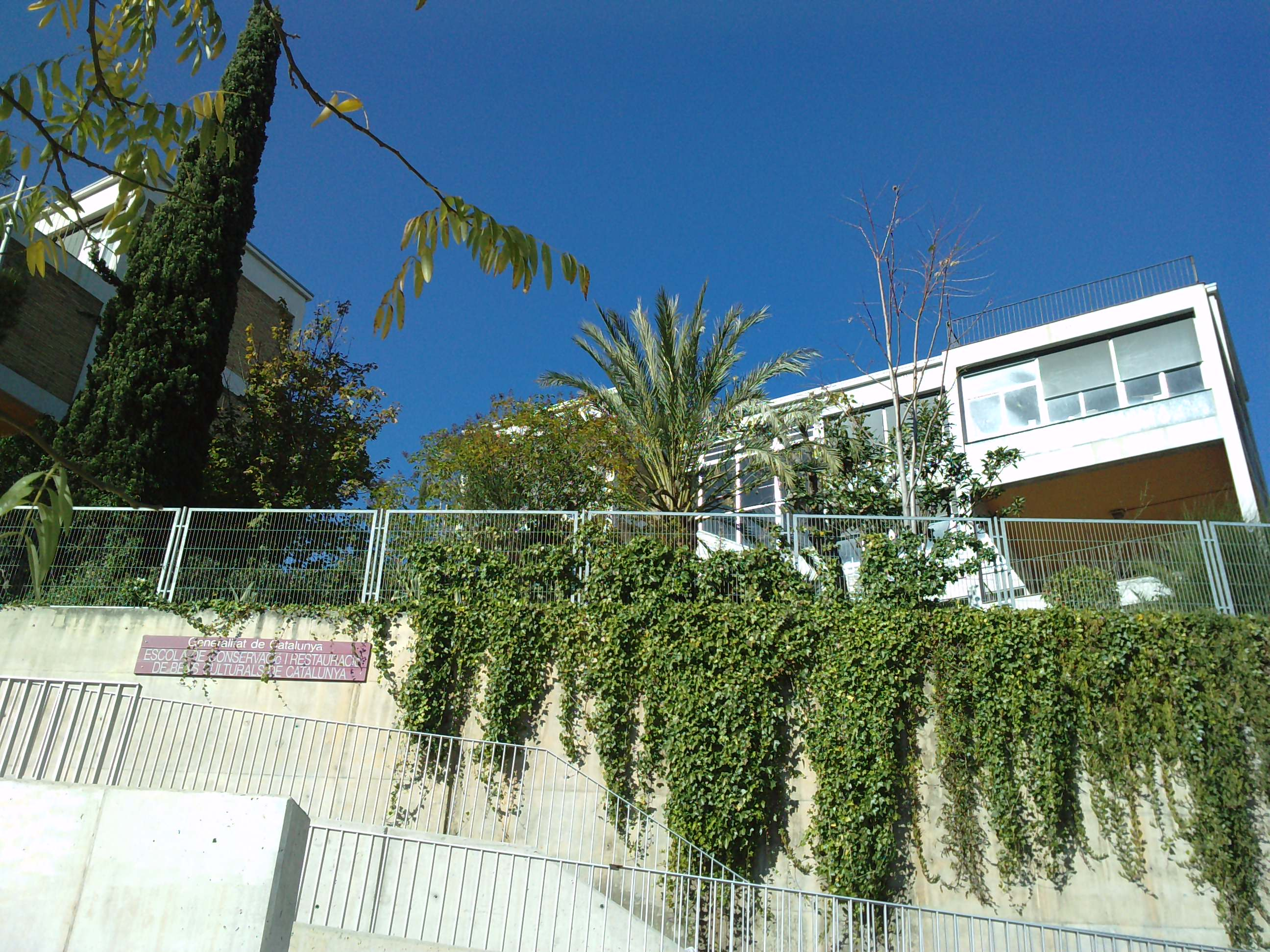
Seu de l'ESCRBCC a Barcelona

L'Escola Superior de Conservació i Restauració de Béns Culturals de Catalunya (que també és coneguda per l’acrònim ESCRBCC) és un centre d'ensenyament superior, oficial i públic, que depèn de la Generalitat de Catalunya (Departament d’Ensenyament). S'hi imparteixen els estudis superiors de conservació i restauració de béns culturals. Va ser creada l’any 1991. Té la seu a Barcelona, al carrer Aiguablava (barri de Trinitat Nova, districte de Nou Barris).

## Història
L’Escola Superior de Conservació i Restauració de Béns Culturals de Catalunya va ser creada l’any 1991 de resultes d’un desdoblament de l'Escola de la Llotja, matriu històrica dels ensenyaments artístics catalans. Així, va establir la seva seu en un edifici que abans havia estat una secció de l’Escola de la Llotja (i encara abans, originalment, un centre d’educació primària anomenat “Ramiro Ledesma”) i al començament es va nodrir, en part, de professorat procedent de la mateixa Llotja.
La seva creació responia a una demanda creixent de professionals especialitzats en l’àmbit de la conservació i restauració del patrimoni. Fins aquell moment tan sols es podia estudiar conservació restauració dins de la Facultat de Belles Arts de la Universitat de Barcelona, però sense que existís una titulació específica.
Els ensenyaments que es van impartir inicialment a l’ESCRBCC s'enquadraven en el marc de la LOGSE i van ser regulats per un decret de l’any 1993. Es tractava d’estudis que conduïen a l’obtenció d’un títol superior de grau mig (títol de conservació i restauració de béns culturals) equivalent a tots els efectes a una diplomatura universitària. Tenien una durada de tres cursos i incloïen quatre especialitats: conservació i restauració d’arqueologia, conservació i restauració del document gràfic, conservació i restauració d’escultura i conservació i restauració de pintura.
Aquest pla d’estudis va començar a extingir-se a partir del curs 2010-11. En el marc de la creació de l'Espai Europeu d’Ensenyament Superior EES i de la creació del títol de grau superior en conservació restauració de béns culturals, l’ESCRBCC va adoptar un nou currículum acadèmic d’una durada de quatre cursos.

## Ensenyaments
Els ensenyaments que actualment s'imparteixen a l’ESCRBCC permeten obtenir el Títol Superior de Conservació i Restauració de Béns Culturals. És un títol oficial i equivalent a tots els efectes al títol universitari de Grau.
Tenen una durada de quatre cursos acadèmics (240 crèdits ECTS). Els dos primers cursos són comuns i els altres dos d’especialitat.
La formació que s'imparteix a l’ESCRBCC fa èmfasi en el caràcter científic i altament especialitzat de la conservació-restauració. Es poden cursar quatre especialitats: béns arqueològics, document gràfic, escultura i pintura.
Així mateix, la formació impartida a l’ESCRBCC combina la formació teòrica i conceptual orientada a l’adquisició de criteri amb la component pràctica, i també al domini de les competències tècniques i els procediments. A més els estudiants fan pràctiques externes en institucions i museus amb els quals l’Escola té establerts convenis de col·laboració.
Per accedir a l’Escola és necessari realitzar una prova d’accés, ja que el nombre de places que s'ofereixen cada curs és limitat
Al final dels estudis s'ha de fer un Treball Final.
L’ESCRBCC és centre receptor i emissor d’estudiants del programa Erasmus. També ofereix estudis de postgrau i màster i demés formació complementària. El Consejo Superior de Enseñanzas Artísticas ha aprovat un Màster oficial de Conservació i Restauració de Patrimoni Fotogràfic que s'hi impartirà properament

## Activitats relacionades amb els ensenyaments

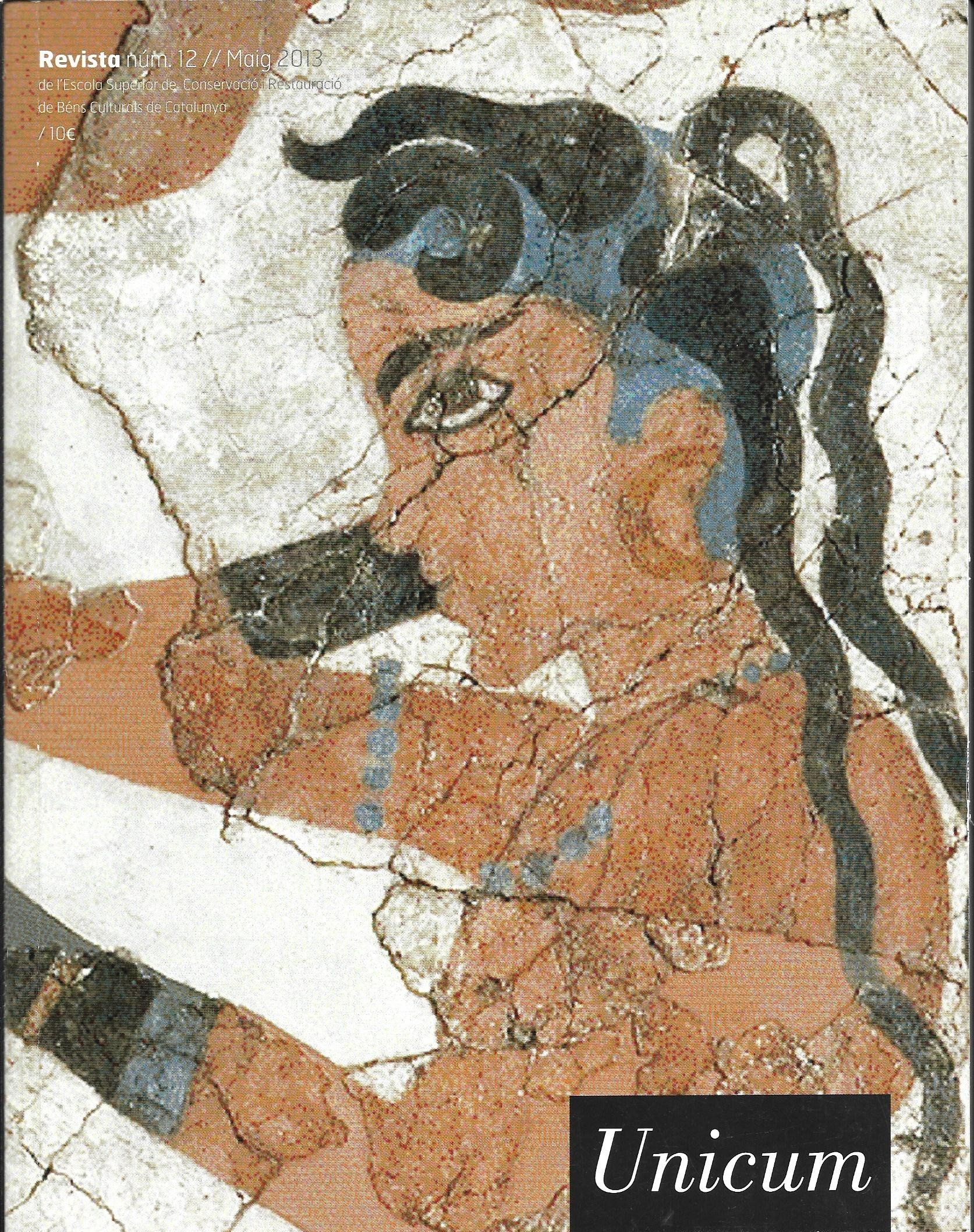
Portada del número 12 (any 2013) de la revista Unicum editada per l'Escola Superior de Conservació i Restauració de Béns Culturals de Catalunya

Han estat directors de l’ESCRBCC Xavier Figueras i Nogués (1992-2009) i Miquel Mirambell i Abancó (des de 2009 fins al present)
L'escola edita la Revista Unicum, que és considerada la principal publicació en llengua catalana especialitzada en temes de conservació i restauració. Es publica anualment des de l’any 2001.
En relació amb la seva activitat formativa, l’Escola col·labora amb diverses institucions, museus i centres patrimonials. També ha dut a terme campanyes de restauració fora del centre com la que entre els anys 2001 i 2009 es va desenvolupar l'església de Sant Miquel de Montblanc i va permetre la recuperació del seu enteixinat medieval.
La qualitat dels ensenyaments de l’ESCRBCC és avaluada periòdicament per l’Agència de Qualitat del Sistema Universitari (AQU Catalunya). L'estudi d’inserció laboral elaborat per encàrrec d’AQU i publicat el febrer de 2018, constata que la inserció laboral dels graduats de l’ESCRBCC és del 72,7%